# Brodnax
Brodnax es una localidad del Condado de Brunswick, Virginia, Estados Unidos. Según el censo de 2000 tenía una población de 317 habitantes y una densidad de población de 174.8 hab/km².

## Demografía
Según el censo de 2000, había 317 personas, 122 hogares y 80 familias residiendo en la localidad. La densidad de población era de 174,8 hab./km². Había 139 viviendas con una densidad media de 76,7 viviendas/km². El 51,42% de los habitantes eran blancos, el 48,58% afroamericanos y el 0,00% pertenecía a dos o más razas. El 1,89% de la población eran hispanos o latinos de cualquier raza.
Según el censo, de los 122 hogares en el 27,9% había menores de 18 años, el 47,5% pertenecía a parejas casadas, el 16,4% tenía a una mujer como cabeza de familia y el 34,4% no eran familias. El 30,3% de los hogares estaba compuesto por un único individuo y el 18,0% pertenecía a alguien mayor de 65 años viviendo solo. El tamaño promedio de los hogares era de 2,60 personas y el de las familias de 3,29.
La población estaba distribuida en un 26,2% de habitantes menores de 18 años, un 6,3% entre 18 y 24 años, un 27,8% de 25 a 44, un 21,1% de 45 a 64 y un 18,6% de 65 años o mayores. La media de edad era 39 años. Por cada 100 mujeres había 86,5 hombres. Por cada 100 mujeres de 18 años o más, había 82,8 hombres.
Los ingresos medios por hogar en la localidad eran de 24.706 dólares ($) y los ingresos medios por familia eran 38.750 $. Los hombres tenían unos ingresos medios de 22.045 $ frente a los 19.250 $ para las mujeres. La renta per cápita para la ciudad era de 14.785 $. El 18,3% de la población y el 10,8% de las familias estaban por debajo del umbral de pobreza. El 30,5% de los menores de 18 años y el 20,3% de los habitantes de 65 años o más vivían por debajo del umbral de pobreza.

## Geografía
Según la Oficina del Censo de los Estados Unidos, la localidad tiene un área total de 1,8 km², todos ellos correspondientes a tierra firme.